# 十万山
十万山（じゅうまんやま）は、熊本県天草市にある標高239mの山である。

## 概要
- 山頂に本渡市街地を一望出来る十万山公園展望台がある。

## 交通アクセス
- 熊本桜町バスターミナル・熊本駅より九州産交バスあまくさ号に乗車し「本渡バスセンター」下車、タクシーで8分。
- 九州自動車道松橋インターチェンジから74㎞。